# إعداء
إِعْداء (بالإنجليزية: Infectivity)‏ هو مُصطلحٌ في علم الأوبئة، يعني قُدرة الممراض على إحداث العدوى، ويُخصص التعريف بقدرة الممراض على الانتقال الأفقي، وبالتالي الانتقال بين المُضيفين بعيدًا عن علاقة الوالدين والطفل. يُقاس الإعداء بين السكان بالوقوع.
يظهر وجود ارتباطٍ إيجابي بين الإعداء وحدة الجرثوم، وهذا يعني أنَّ قدرة الممراض على إحداث العدوى في عددٍ أكبر من المضيفين تزداد، وبالتالي تزداد حدة الأذى على المُضيف.
تختلف إعدائية الممراض عن الانتقالية، والتي تعني قدرة الممراض على الانتقال من الوالدين للطفل.